# 青木喜久代
青木 喜久代（あおき きくよ、1968年5月24日 - ）は、囲碁の棋士。東京都出身、日本棋院所属、八段。菊池康郎に師事。女流名人5期、女流鶴聖戦4期、女流最強戦1期、女流棋聖戦1期、新人王戦準優勝など。手厚くゆったりとした棋風。兄は青木紳一九段。2人の娘がいる。

## 経歴
小学1年で母親と一緒に囲碁教室に通い、碁を覚える。小学5年に菊池康郎の主宰する緑星会（現・緑星囲碁学園）に入る。小学6年の1980年に少年少女囲碁大会小学生の部で4位。1981年に日本棋院院生となり、1986年入段。
1990年に第2期女流名人戦リーグで全勝優勝し、初タイトル獲得。1991年には第13期女流鶴聖戦で優勝し2つ目のタイトルを獲得したほか、18連勝も記録（女流棋士史上1位）。同年には中国の女子名人戦に招待され、リーグ5勝2敗で2位。以降、1990年代から2000年代前半頃まで女流棋士の第一人者として活躍。1995年から1998年にかけてはタイトルを獲れなかったが、女流名人4期（1990,1999-2000,2002年）、女流鶴聖4期（1991-1992,1994,2000年）、女流最強戦1期（2001年）など活躍した。2000-2003年には、青木と小林泉美は女流名人戦挑戦手合で4年連続で対戦している。また、1997年には決勝三番勝負で山田規三生に0勝2敗で敗れたものの、新人王戦で女流棋士としては史上初めて決勝戦に進出。1998年の本因坊戦2次予選では依田紀基碁聖を破り、29年振りに女流棋士としてタイトル保持者に勝利した。1999年には本因坊戦で女流棋士として初めて3次予選に進出するが、加藤正夫に敗れる。2000年に大手合で八段昇段。
1999年に結婚し、2000年と2002年には、長女と次女の出産で産休を取得している。
2006年には第18期女流名人戦で小山栄美に挑み勝利、4年ぶりのタイトルを獲得し名人5期目、通算獲得タイトルを10とした。2008年には正官庄杯世界女子囲碁最強戦に日本代表として出場し3人抜き。2009年には第28期女流本因坊戦で謝依旻に挑んだものの、1勝3敗で敗れた。
2012年には、第15期女流棋聖戦にて挑戦手合に進出。2009年以来3年ぶりの挑戦手合であったが、史上初めて女流三冠を独占していた謝依旻に挑み、2月16日に2勝1敗で挑戦手合に勝利。自身初となる女流棋聖位を獲得し、女流タイトル獲得数11は歴代で単独2位となった（当時）。翌年は謝の挑戦に敗れたものの、2014年にも再度挑戦（0勝2敗で敗退）。同年には第27期女流名人戦で初のリーグ入り。また、2016年にも第28期女流名人戦で挑戦手合進出、第3回会津中央病院杯で準優勝など、謝や藤沢里菜ら次世代の棋士が活躍する中でも一定の結果を残している。2021年には、この年創設された第1回テイケイ杯女流レジェンド戦（45歳以上の女流棋士が対象）で優勝、12個目のタイトルを獲得した。

## タイトル戦
登場は挑戦手合か決勝。他の棋士との比較は、囲碁の女流タイトル在位者一覧 を参照。
| タイトル     | 番勝負           | 獲得年度         | 登場 | 獲得期数 | 連覇 |
| 女流本因坊   | 五番勝負 10‐11月 |                  | 1    |          |      |
| 女流名人     | 三番勝負 4月     | 1990,99-00,02,06 | 12   | 5期      | 2    |
| 女流棋聖     | 三番勝負 1-2月   | 2012             | 3    | 1期      |      |
| 獲得合計12期 |                  |                  |      |          |      |

- 女流鶴聖戦 4期（1991、92、94、2000年）
- 東京精密杯女流プロ最強戦 1期（2001年）
- テイケイ杯女流レジェンド戦 1期（2021年）

（挑戦手合及び決勝戦 総登場回数 26）

### その他の棋歴

#### 国際棋戦
- 宝海杯世界女子選手権戦 ベスト4 1998年
- 日中囲碁交流
  - 1989年 6-1（×楊暉、○余平、○豊雲、○黄焰、○王慧、○徐瑩、○劉軼一）
  - 1990年 0-3（0-2 張璇、×劉菁）
  - 1991年 0-3（0-2 葉桂、×常昊）
- 正官庄杯世界女子囲碁最強戦
  - 2007年 0-1（×魯佳）
  - 2008年3-1（○李瑟娥、○宋容慧、○金世實、×范蔚菁）
  - 2009年 0-1（×宋容慧）
  - 2010年 1-1（○王晨星、×朴紹炫）
  - 2011年 0-1（×文度媛）
- 黄竜士佳源杯世界女子囲碁団体選手権 
  - 2011年 0-1（×黒嘉嘉）
- ワールドマインドスポーツゲームズ 囲碁女子団体戦銅メダル 2008年

#### 国内棋戦・その他
- 新人王戦 準優勝 1997年
- 中国女子名人戦 2位 1991年
- 女流名人戦  挑戦者 1992、93年
- 東京精密杯女流プロ最強戦 準優勝 2000、07年
- 女流本因坊戦  挑戦者 2009年
- 女流棋聖戦  挑戦者 2014年
- 会津中央病院杯 準優勝 2016年
- リコー杯ペア囲碁選手権戦 優勝 1998、99年（ともに本田邦久とペア）、2005年（三村智保とペア）

### 良績
- 2000年：賞金ランキング第16位、女流第1位
- 2006年：賞金ランキング第19位、女流第1位

## 脚註
1. ↑  【女流名人戦】青木八段がリーグ初参戦 本戦進出はリーグ戦導入前の第20期以来7期ぶり。
2. ↑  女流鶴聖戦4期、東京精密杯女流プロ最強戦1期、テイケイ杯女流レジェンド戦1期を含む。
3. ↑  東京精密杯女流プロ最強戦･準優勝2回（2000年、2007年）、新人王戦･準優勝1回（1997年）、会津中央病院杯・女流囲碁トーナメント戦･準優勝1回（2016年）を含む。